# Залізничний транспорт у Боснії і Герцеговині

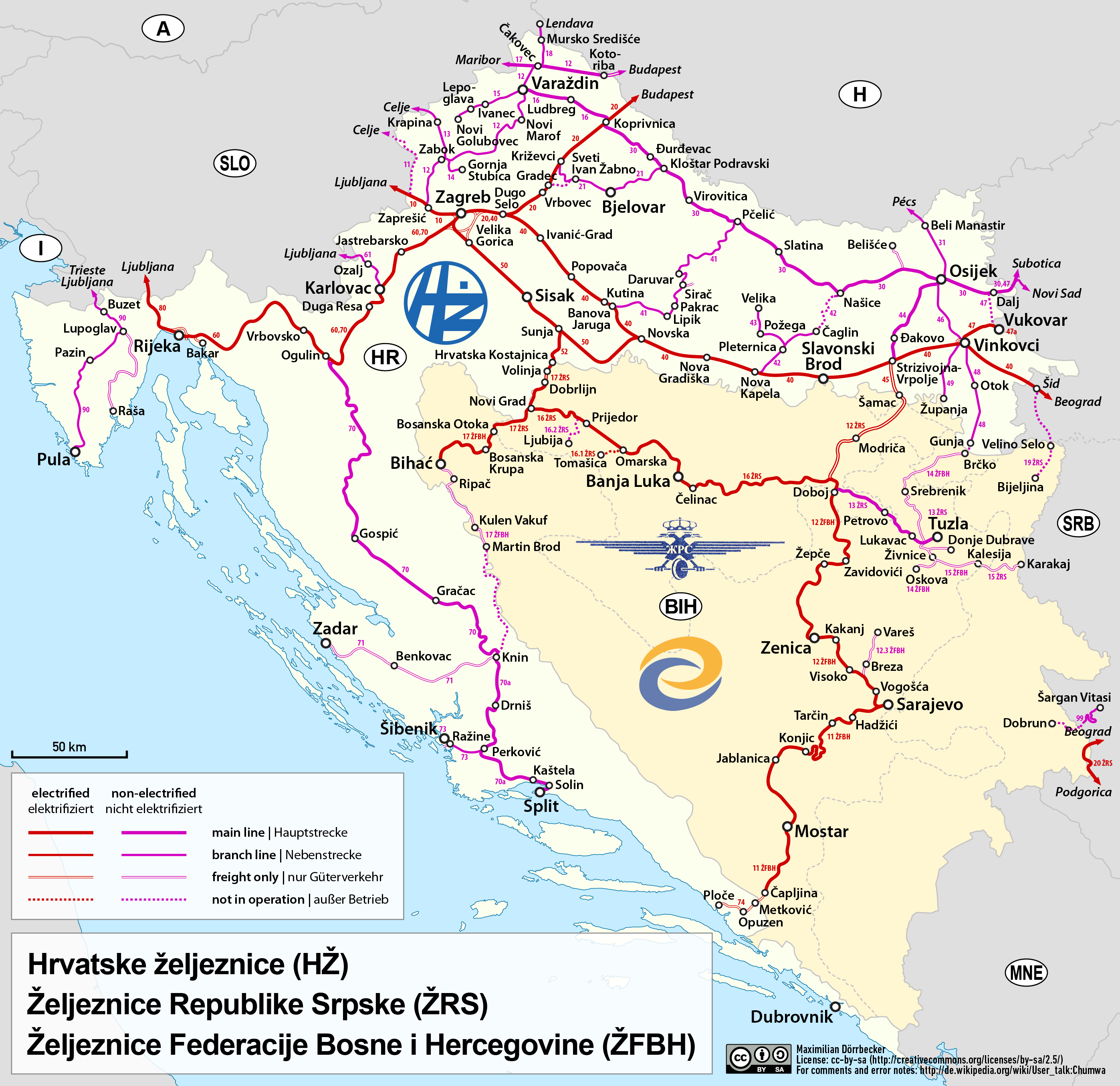
Залізнична мережа у Боснії і Герцеговині та Хорватії

Залізнична система в Боснії і Герцеговині є наступницею Югославських залізниць, після здобуття незалежності в 1992 році. Загальна протяжність залізниць становить 1 031 км.

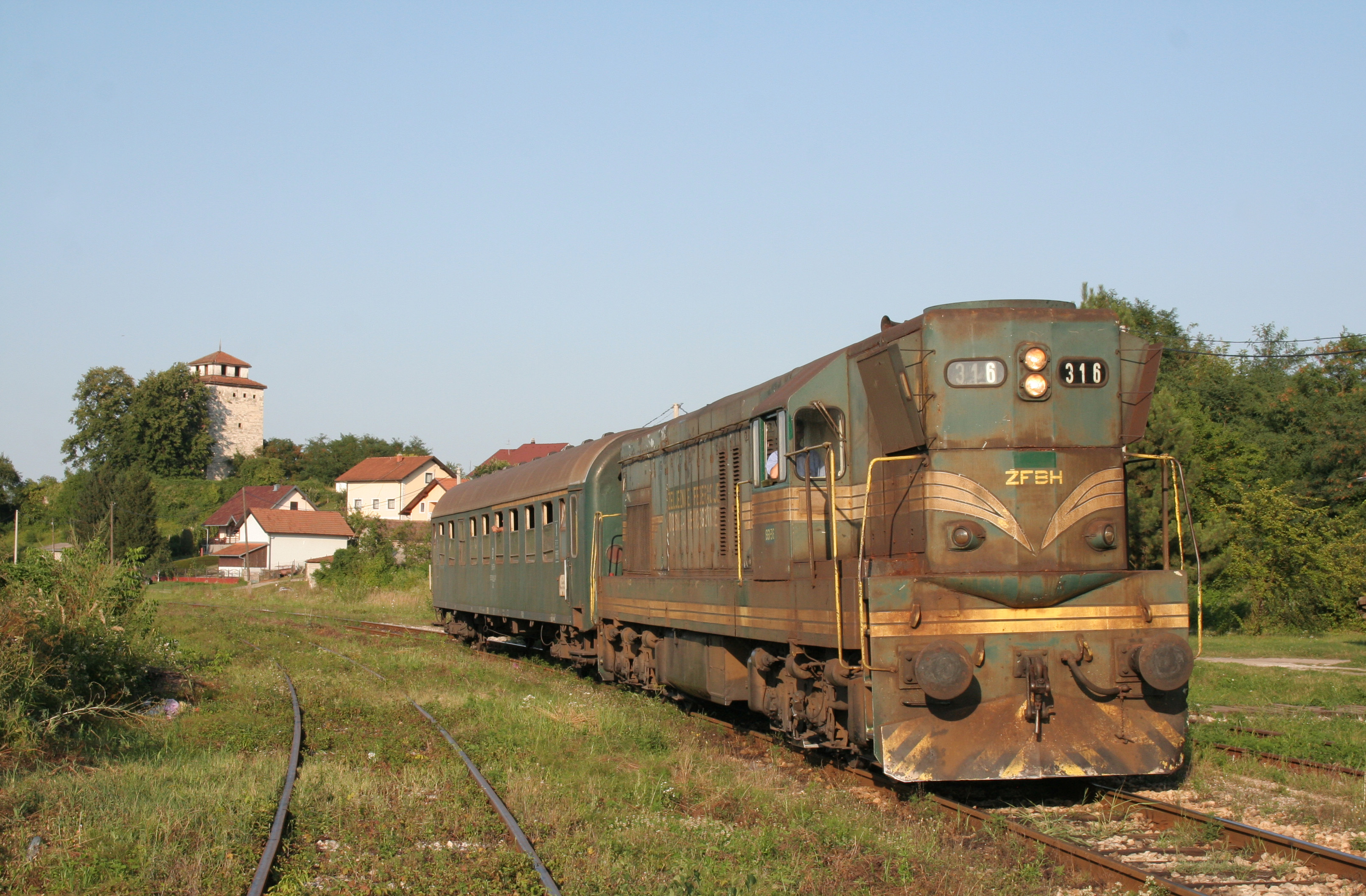
Поїзди ZFBH між Брчко і Тузлою.

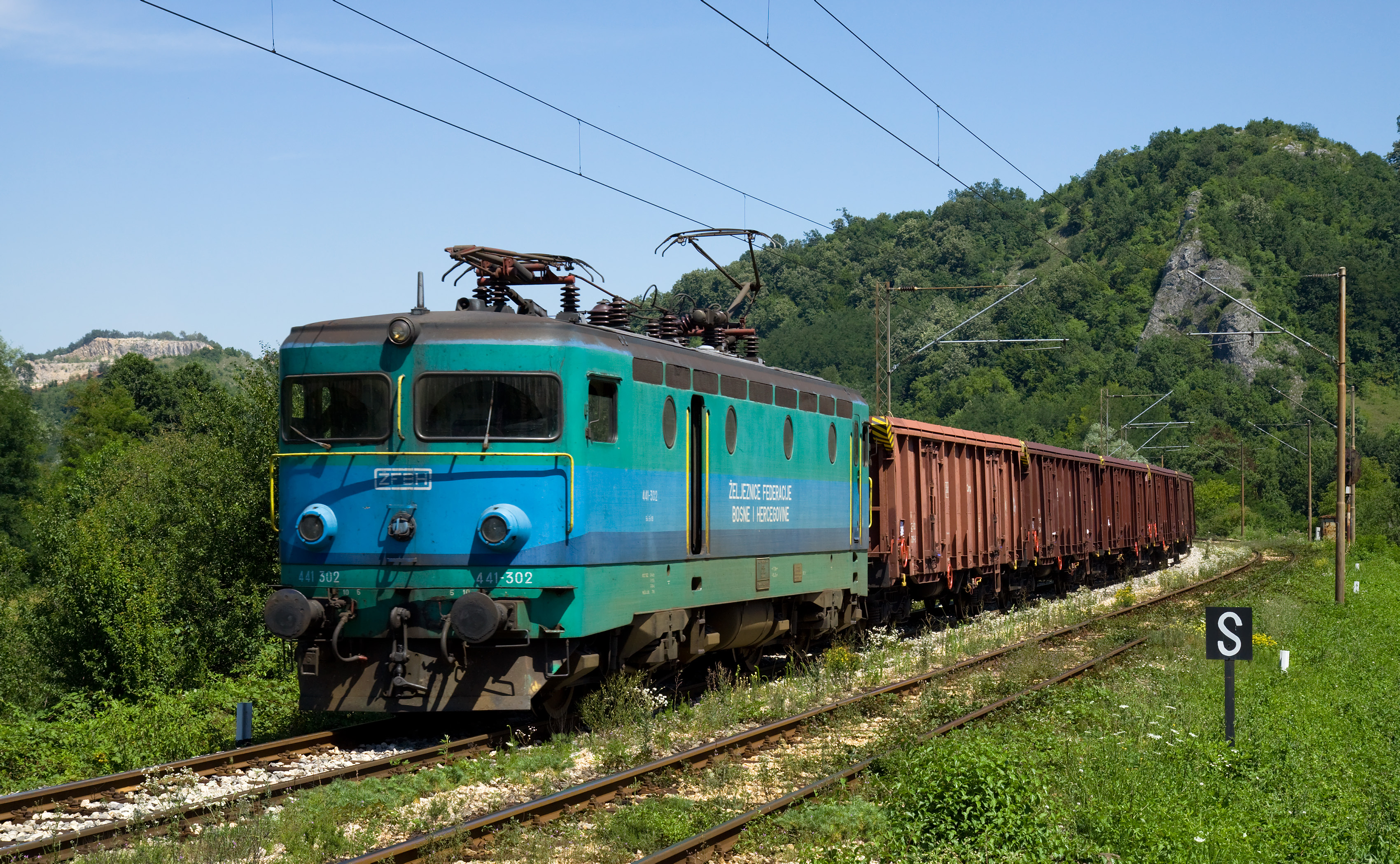
Вантажний потяг між Добоєм і Маглаєм

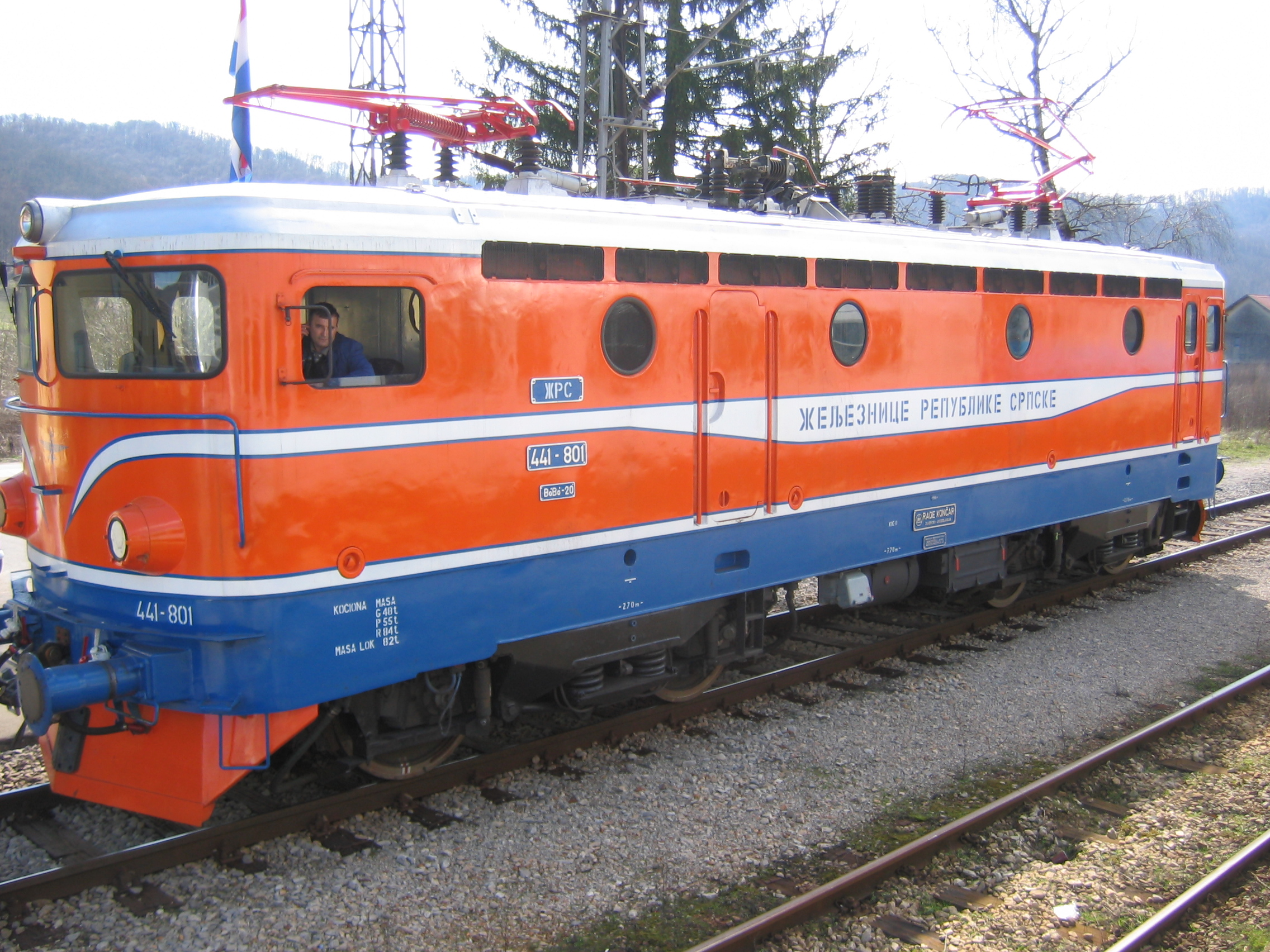
Локомотив Республіки Сербської в Добрліні.

Дві компанії, що діють у сфері залізничних послуг, у відповідних підрозділах після Дейтонської угоди:
- Залізниця Республіки Сербської.
- Залізниця Федерації Боснії і Герцеговини.

Залізниця Федерації Боснії і Герцеговини та залізниця Республіки Сербської є членами Міжнародного союзу залізниць (МСЗ), з 1992 року і 1998, відповідно. Їм були призначені окремі коди країни, 44, у Республіці Сербській і 50 в Боснії і Герцеговині.
Найважливіші залізничні лінії:
- Плоче — Мостар — Сараєво — Зениця — Добой — Босанський Шамаць — Вінковці і далі на Центральну і Східну Європу.
- Бихач — Прієдор — Босанський-Новий — Баня-Лука — Добой — Тузла — Зворник.